# Leo Fleider
Leo Fleider (Hermanowa, Galitzia, Austria-Hungría (actualmente Hermanowa, Podkarpackie, Polonia), 12 de octubre de 1913 - Buenos Aires, Argentina, 4 de agosto de 1977), cuyo nombre civil era Leo Fleider Hermanoff, fue un director de cine y guionista de importante trayectoria en el Cine argentino clásico.

## Carrera profesional
Tras quedar huérfano durante la Primera Guerra Mundial, a los diez años se fugó en tren a París, donde recibió dinero y un pasaje de su hermano, quien había emigrado a la Argentina.
Sus comienzos en el cine se remontan a 1930, realizando diversas funciones como utilero,  compaginador, ayudante de cámara, fotógrafo, camarógrafo y asistente de dirección. Tras dirigir el documental Los pueblos dormidos (1947), ganadora del premio de honor en el Primer Festival de Cine Argentino en Mar del Plata. 
Focalizó su carrera principalmente en la producción de comedias con actores como Luis Brandoni, Luis Sandrini, Los cinco grandes del buen humor y Lolita Torres.
Dirigió alrededor de 60 películas entre 1950 y 1974, entre los que se cuentan como más destacables Amor a primera vista (1956), "Novia para dos" (1956), "La casa grande" (1952), "Los sobrinos del zorro" (1951) con Pepe Iglesias (El Zorro), "Trompada 45" (1953), Aconcagua (rescate heroico) (1974) y ¡Arriba juventud! (1971)."El club del Clán", "Titanes en el ring", "Canuto, cañete detective privado" con Carlos Balá.
Por el filme Tres hombres del río la Academia de Artes y Ciencias Cinematográficas de la Argentina le otorgó el premio Cóndor Académico a la mejor labor de cámara de 1943. Fue uno de los fundadores de la entidad Directores Argentinos Cinematográficos en 1958. "La muerte en las calles" premiada en varias oportunidades.
A partir de 1972, dirigió "Muchacho", "Embrujo de amor", "Subí que te llevo", "Tú me enloqueces", "El deseo de vivir", "Destino de un capricho" y "Siempre te amaré".
Falleció en Buenos Aires el 4 de agosto de 1977.

## Filmografía

### Director
| Película                            | Año  |
| ----------------------------------- | ---- |
| Operación Rosa Rosa                 | 1974 |
| Ésta es mi Argentina                | 1974 |
| Crimen en el hotel alojamiento      | 1974 |
| Titanes en el ring                  | 1973 |
| Destino de un capricho              | 1972 |
| Piloto de pruebas                   | 1972 |
| Embrujo de amor                     | 1971 |
| Siempre te amaré                    | 1971 |
| ¡Arriba juventud!                   | 1971 |
| Muchacho                            | 1970 |
| Los debutantes en el amor           | 1969 |
| Cautiva en la selva                 | 1967 |
| Escala musical                      | 1966 |
| Vivir es formidable                 | 1966 |
| Ahorro y préstamo para el amor      | 1965 |
| Canuto Cañete, detective privado    | 1965 |
| Canuto Cañete y los 40 ladrones     | 1964 |
| Aconcagua (rescate heroico)         | 1964 |
| Canuto Cañete, conscripto del siete | 1963 |
| Interpol llamando a Río             | 1962 |
| Campo arado                         | 1959 |
| Novia para dos                      | 1956 |
| Amor a primera vista                | 1956 |
| Vida nocturna                       | 1955 |
| Los hermanos corsos                 | 1955 |
| Desalmados en pena                  | 1954 |
| Trompada 45                         | 1953 |
| La casa grande                      | 1953 |
| La muerte en las calles             | 1952 |
| Torrente indiano                    | 1952 |
| Los sobrinos del zorro              | 1952 |
| Locuras, tiros y mambo              | 1951 |
| Sombras en la frontera              | 1951 |
| Los pueblos dormidos                | 1947 |

### Codirección
| Película   | Año  |
| ---------- | ---- |
| La pródiga | 1945 |

### Guionista
| Película                  | Año  |
| ------------------------- | ---- |
| Operación Rosa Rosa       | 1974 |
| TItanes en el ring        | 1973 |
| Titanes en el ring        | 1973 |
| Destino de un capricho    | 1972 |
| Piloto de pruebas         | 1972 |
| Siempre te amaré          | 1971 |
| ¡Arriba juventud!         | 1971 |
| Los debutantes en el amor | 1969 |

### Camarógrafo
| Película                | Año  |
| ----------------------- | ---- |
| Tres hombres del río    | 1943 |
| Yo quiero morir contigo | 1941 |
| Melodías porteñas       | 1937 |